# Храм Светог Јована Богослова у Лаушу (Бања Лука)
Храм Светог Јована Богослова у Лаушу је српска православна црква у Бањој Луци. Адреса: улица Санска бб, насеље Лауш.

## О парохији[1]
Храм обухвата четири парохије Архијерејског намјесништва змијанско. 
- Прва парохија, чине је бањалучка насеља: Лауш – дио и Побрђе – дио.
- Друга парохија, чини је бањалучко насеље Лауш – дио.
- Трећа парохија, чини је бањалучко насеље Лауш – дио и село Павловац – дио.
- Четврта парохија, чини је бањалучко насеље Лауш – дио.

Храмови: парохијски – Светог апостола и јеванђелиста Јована Богослова у насељу Лауш – Бања Лука, освећен 2009. године,
- гробљански – Васкрсења Христовог у несељу Побрђе – Бања Лука, у изградњи,
- гробљански – Светог великомученика Пантелејмона у селу Павловац, освећен 1984. године.

Парохијски дом: не постоји парохијски дом, али постоје двије црквене сале: у насељу Лауш и селу Павловац.
Земљиште: под објектима 11.756 м2, под гробљима 13.428 м2, другог земљишта нема Укупно: 25.184 м2

## О Храму
Освећени темељи храма Светог апостола и јеванђелиста Јована у насељу Лауш – Бања Лука, 9. октобра 2000. године.
Освећен парохијски храм Светог апостола Јована Богослова у насељу Лауш – Бања Лука, 2. августа 2009. године.
Посебна пажња се посвећује дворишту храма. Градска управа Града Бања Лука је додијелио прво мјесто за двориште Храма Светог Јована Богослова у категорији вјерских објеката, у оквиру акције „Бирамо најуређеније“ под слоганом „Уређујем своје двориште, уређујем свој град“, септембра 2023. године.

## Храм данас
На празник Светог апостола и јеванђелисте Јована Богослова, 9. октобра 2023. године, Његово Преосвештенство Епископ марчански г. Сава, викар Епископа бањалучког, служио је Свету Литургију у храму Светог Јована Богослова на Лаушу у Бања Луци, уз саслужење свештеника и ђакона бањалучке Епархије. Обиљежавању славе присуствовао је и градоначелник Драшко Станивуковић.